# Barry (Texas)
Barry város az USA Texas államában, Navarro megyében. Lakosainak száma 220 fő (2020. április 1.).

## Népesség
A település népességének változása:

| 2010 | 242 |
| 2020 | 220 |